# 曹痴
曹痴（1916年—1989年10月26日），中华人民共和国政治人物、外交官。
中华人民共和国成立后，担任长沙市市长。1966年，接替张伟烈担任中华人民共和国驻伊拉克大使。1967年，由宫达非接任。1972年，担任中华人民共和国驻尼泊尔大使。